# Capitale Guanta
Pour les articles homonymes, voir Guanta.
Capitale Guanta est l'une des deux divisions territoriales et statistiques de la municipalité de Guantadans l'État d'Anzoátegui au Venezuela. À des fins statistiques, l'Institut national de la statistique du Venezuela a créé le terme de « parroquia capital », ici traduit par le terme « capitale » qui correspond au territoire où se trouve le chef-lieu de la municipalité afin de couvrir ce vide spatial, qui, selon la loi sur la division politique territoriale publiée dans le Journal officiel de l'État « n'attribue pas de hiérarchie politique territoriale, ni de description de ses limites respectives ». Ce territoire s'articule autour de Guanta, chef-lieu de la municipalité.

## Géographie

### Démographie
Hormis Guanta divisée en plusieurs quartiers et ville autour de laquelle s'articule la division territoriale et statistique, cette dernière possède plusieurs localités :
- Guanta
  - Los Volcaderos
  - Puerto
  - Sector La Picha
  - Urbanización El Chaure
  - Urbanización Los Cocalitos
- Península de El Chaure
- Península de Guanta